# Hypnum mnioides
Hypnum mnioides là một loài Rêu trong họ Hypnaceae. Loài này được Hook. mô tả khoa học đầu tiên năm 1818.